# Юл, Микки
Майкл (Микки) Юл (англ. Michael (Micky) Yule; род. 24 декабря 1978 года, Эдинбург, Великобритания) — британский пауэрлифтер-паралимпиец. Бронзовый призёр летних Паралимпийских игр 2020 в Токио.
В возрасте 17 лет вступил в Британскую армию. Служил в Афганистане штаб-сержантом в Корпусе королевских инженеров в провинции Гильменд. В марте 2010 года получил ранение, наступив на самодельное взрывное устройство. До ранения был членом сборной армии по пауэрлифтингу и использовал этот вид спорта для восстановления. В 2012 году начал выступать на международных соревнованиях по парапауэрлифтингу.

## Спортивные результаты
| Год  | Турнир                          | Место проведения | Категория   | Результат     | Место |
| ---- | ------------------------------- | ---------------- | ----------- | ------------- | ----- |
| 2014 | Игры Содружества 2014           | Глазго           | Тяжёлый вес | 172,9 (очков) | 4     |
| 2014 | Чемпионат мира                  | Дубай            | до 65 кг    | 180           | 5     |
| 2015 | Открытый чемпионат Европы       | Эгер             | до 80 кг    | 193           | 4     |
| 2016 | Летние Паралимпийские игры 2016 | Рио-де-Жанейро   | до 65 кг    | 180           | 6     |
| 2018 | Игры Содружества 2018           | Голд-Кост        | Тяжёлый вес | 169,9 (очков) | 4     |
| 2018 | Открытый чемпионат Европы       | Берк             | до 72 кг    | 177           | 1     |
| 2021 | Летние Паралимпийские игры 2020 | Токио            | до 72 кг    | 182           | 3     |
| 2022 | Игры Содружества 2022           | Бирмингем        | Тяжёлый вес | 130,9 (очков) | 3     |